# Bundesstraße 246a
Die Bundesstraße 246a in Sachsen-Anhalt führt in einem halbkreisförmigen Bogen östlich, südlich und westlich um die Landeshauptstadt Magdeburg herum.

## Verlauf
Die B 246a berührt in ihrem Verlauf drei Landkreise Sachsen-Anhalts, den Landkreis Jerichower Land, den Salzlandkreis und den Landkreis Börde.
Sie beginnt in
- Burg an der Bundesstraße 1

und führt über
- Möckern
  - Kreuzung mit der Bundesstraße 246
- Gommern
  - Kreuzung mit der Bundesstraße 184
- Schönebeck (Elbe)
  - Schönebecker Elbauenbrücke, Kreuzung mit der A 14
- Wanzleben
  - auf dem Weg hierher Kreuzung mit der Bundesstraße 81
  - in Wanzleben Zugang zur Bundesstraße 246

nach
- Hakenstedt an der Bundesstraße 245 nahe der A 2 (Anschlussstelle Eilsleben).

## Geschichte
Die Nummer 246a wurde zu DDR-Zeiten vergeben. Anders als in der Bundesrepublik Deutschland, wo neue Nummern ab 399 auftauchten, wurden in der DDR Nummern mit einer a-Erweiterung verwendet.

## Neubau und weitere Planungen
Schönebeck erhielt eine Ortsumgehung, die 2013 fertiggestellt wurde. Der erste Planungsabschnitt von der Landesstraße 65 (Kreisverkehr) bis zur Anschlussstelle Schönebeck der A 14 wurde 2004 realisiert. Der zweite Planungsabschnitt wurde am 27. April 2009 für den Verkehr freigegeben. Dieser Abschnitt verbindet die Landesstraße 51 mit der L 65. Der dritte Planungsabschnitt wurde am 27. August 2013 mit der Einweihung der Schönebecker Elbauenbrücke fertiggestellt. Der insgesamt 1128 Meter lange Brückenzug überquert die Elbe mit einer 185 Meter weit spannenden Schrägseilbrücke.
Durch das Land Sachsen-Anhalt wurde unter der Bezeichnung B246a-G10-ST eine Ortsumgehung von Plötzky und Gommern angemeldet. In den Verkehrswegeplan 2030 wurde diese Variante nicht aufgenommen und mit dem Vermerk "ohne Dringlichkeit, ausgeschiedene Variante" gekennzeichnet.